# Stupnik
Stupnik je opčina v Chorvatsku v Záhřebské župě. Nachází se asi 17 km jihozápadně od centra Záhřebu. V roce 2011 zde žilo 3 735 obyvatel. Střediskem opčiny je vesnice Gornji Stupnik.
Opčina se skládá ze tří trvale obydlených vesnic.
- Donji Stupnik – 1 375 obyvatel
- Gornji Stupnik – 2 003 obyvatel
- Stupnički Obrež – 357 obyvatel

Opčinou prochází silnice D1.